# 亞瓜龍河

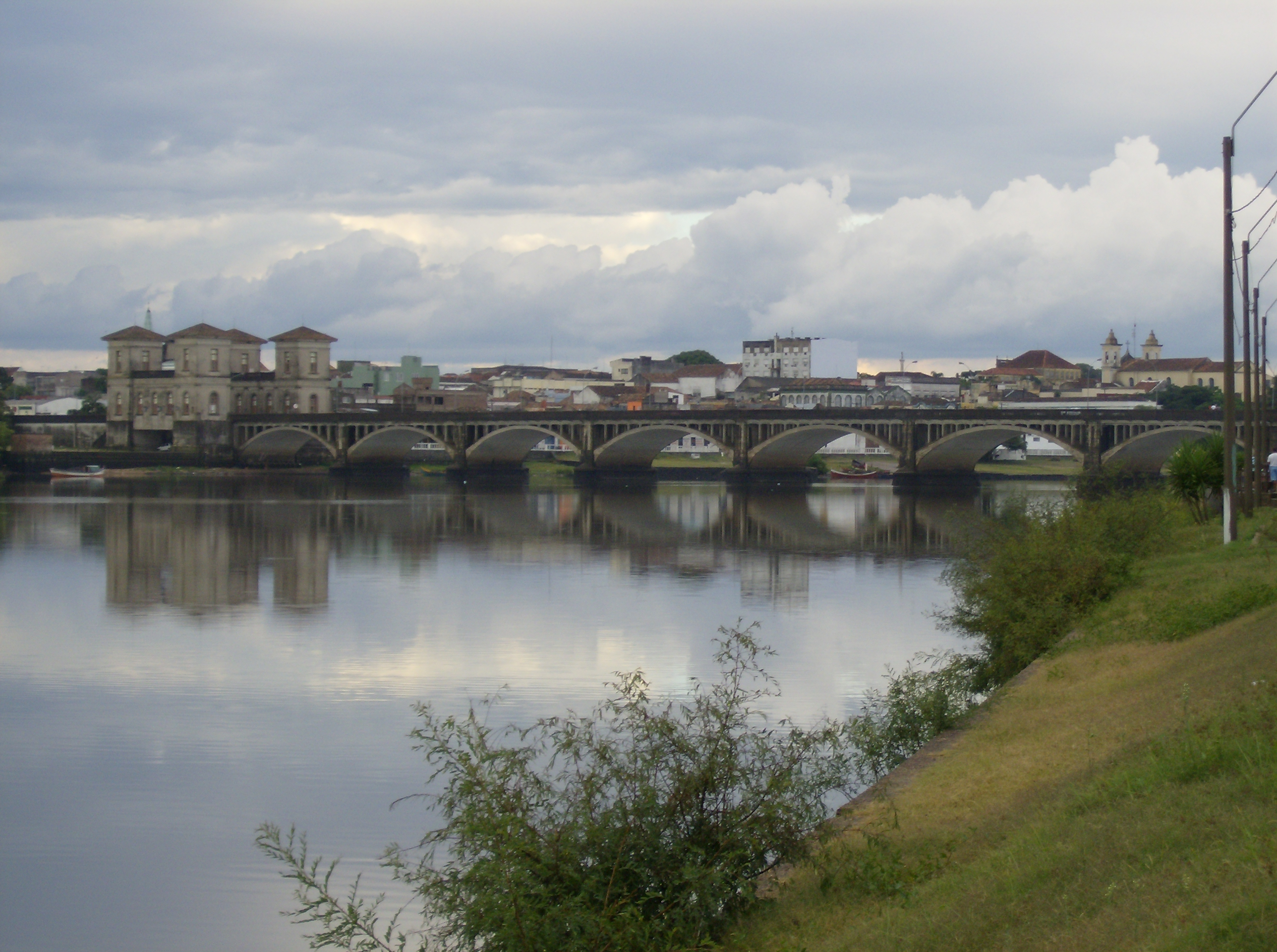

亞瓜龍河是南美洲的河流，發源自巴西南部，流經南里奧格蘭德州和與烏拉圭接壤的邊境，河道全長270公里，流域面積約3,000平方公里。
32°39′14″S 53°10′56″W / 32.65389°S 53.18222°W